# Floor-Barre
Il floor-barre è una tecnica nell'allenamento del balletto che "prende l'allenamento base della sbarra di danza dalla posizione eretta al pavimento", "sforzandosi di restare al di fuori della solita formula".
Zena Rommett (R) inventò la tecnica floor-barre negli anni '60 a New York un giorno in classe, quando si ritrovò a dire agli studenti alla sbarra del balletto di "sdraiarsi sul pavimento e ricominciare tutto da capo". Zena Rommett ha trascorso la sua vita a perfezionarsi e ad affidarsi alla sua tecnica fino alla sua morte a 89 anni a New York City.
Floor-Barre(R), un marchio registrato ad uso esclusivo di Zena Rommett e dei suoi insegnanti Zena Rommett Floor-Barre(R), certificati legalmente, rafforza il corpo, allunga i muscoli e migliora il funzionamento dei ballerini. Il nome della tecnica usata per la prima volta in inglese da Zena Rommett afferma la sua essenza, che prende l'allenamento base della sbarra di danza dalla posizione eretta al pavimento, "sforzandosi di restare al di fuori della solita formula".
Dal 1998 la Fondazione Zena Rommett Floor-Barre(R) tiene conferenze di certificazione / rinnovo ad agosto presso il New York City Center, dove gli insegnanti di Zena Rommett Floor-Barre(R) sono certificati e ricertificati in modo che la tecnica continui a progredire invece di fossilizzarsi.
Secondo la Rommett, la tecnica consente ai tirocinanti di migliorare la loro precisione e postura, facendo correzioni che rimangono nella memoria muscolare e diventano evidenti mentre tornano ad allenarsi in posizione eretta. La Rommett sostiene inoltre che allenandosi in questa tecnica si possono prevenire alcune tipiche lesioni dei ballerini.